# Курашимский завод
Курашимский (Курашинский) медеплавильный заво́д — металлургический завод, действовавший в Кунгурском уезде с 1742 до 1862 года.

## История

### XVIII век
Завод был основан балахнинским купцом Г. П. Осокиным в 37 верстах к северо-западу от Кунгура, в 40 верстах от главного в округе Юговского завода. Земля под строительство на реке Курашимке была арендована у ясачных татар. Указ о строительстве завода был издан Канцелярией Главного правления заводов 12 июня 1739 года, строительство началось в этом же году 28 сентября, запуск состоялся 1 января 1742 года.
В 1742 году завод выплавил 1097 пудов меди. По данным 1743 года, в составе заводе работала кузница, 6 медеплавильных печей 2 гармахерских горна, 1 штыковой горн и 1 горн для разогрева руды, а также 12 печей для обжига руды.
В период с 1742 по 1750 год завод выплавил 12,6 тыс. пудов меди, в 1751—1760 годах — 35,1 тыс. пудов, в 1761—1770 годах — 27,8 тыс. пудов. В 1769 году Курашимский завод был объединён с Бизярским, Иргинским, Саранинским и Юговским медеплавильными заводами в единый горный округ. С этого периода выплавленная чёрная медь отправлялась на переплавку на Юговский завод.
По данным 1771 года, на заводе действовала кузница, 6 медеплавильных печей, 2 гармахерских горна и вспомогательное оборудование. Заводская плотина находилась в 1,4 верстах выше по течению реки. Медная руда на завод поставлялась с 19 рудников, находившихся на расстоянии от 1 до 25 вёрст от завод.
В годы крестьянской войны завод практически не пострадал, производство было приостановлено только в 1773 году. В 1757 году после смерти Г. П. Осокина совладельцем завода стали его вдова и сыновья Иван и Пётр. За 1771—1780 годы завод выплавил 17,4 тыс. пудов меди. В следующем десятилетии было произведено 28,5 тыс. пудов меди, в 1791—1800 годах — 23,6 тыс. пудов. В 1797 году на заводе числилось 584 души мужского пола крепостных мастеровых и работных людей заводовладельцев. Также к заводу были приписаны 642 души мужского пола государственных крестьян из ближайших селений Кунгурского уезда.
Помимо меди на Курашимском заводе производились сохи, получившие название «курашимки».

### XIX век
К началу XIX века Курашимский завод находился в собственности сына Петра Гаврииловича Ивана Петровича Осокина, получившего доли владения от матери и вдовы и детей Ивана Гаврииловича. В этот период завод испытывал сложности в обеспечении руды и недостаток финансирования из-за долговой нагрузку владельца. Оборудование не обновлялось, поиск и разработка новых месторождений не производилась. В итоге 4 апреля 1804 года И. П. Осокин продал Курашимский завод А. А. Кнауфу. Новый владелец занялся налаживанием ритмичного производства. В 1811—1820 годах было выплавлено 23,3 тыс. пудов меди со значительными колебаниями от года к году. В 1827 году было произведено только 844 пудов, в 1828 году — 665 пудов.
Из-за общего экономического кризиса в России и падения спроса на металлы, а также вследствие управленческих неудач Кнауфа Курашимский завод в 1828 году был передан в казённое управление, а в 1853 году был передан акционерной компании Кнауфских горных заводов. В этот период завод также не получал средств на обновление и модернизацию, объёмы производства постоянно падали. Заводская дача имела площадь в 16,8 тыс. десятин.
Отмена крепостного права в 1861 году окончательно ухудшила положение завода. В 1860 году на заводе работал 601 человек, было произведено 2390 пудов черновой меди, в 1861 году — 807 пудов, в 1862 году — 124 пуда. В январе 1862 года на заводе числилось 450 рабочих, а в мае того же года — только 16 человек сторожей и служащих. В составе завода числились 3 медеплавильных печи, 1 гармахерский горн и водяное колесо мощностью в 25 л. с. В 1862 году завод был закрыт.
31 августа 1864 года завод вновь перешёл в ведение казны, была предпринята безуспешная попытка продажи. Производство не возобновлялось.
За 120 лет работы Курашимский завод совместно с Бизярским и Юговским заводами выплавил 20,4 тыс. т меди.
Ныне на месте заводского поселения находится село Курашим.